# Perdika (Igumenica)
Perdika (řecky Πέρδικα) je část města Igumenica (od reformy místní správy v roce 2011) v oblasti Epirus v Řecku. Perdika má rozlohu 35,3 km². Při sčítání lidu v roce 2011 zde žilo 1476 trvale žijících obyvatel. Obyvatelé Perdiki se mj. zabývají výrobou olivového oleje

## Poloha
Perdika leží cca 1,5 km od pobřeží Jónského moře a 19 km jihovýchodně od Igoumenice, a to mezi Igoumenicí a Pargou. 

## Turismus
Každý rok se zde koná tradiční karneval v oblasti známý jako "Perdikiotiko karneval". Okolo Perdiky je 10 pláží, a to Karavostasi, Arillas, Agia Paraskevi, Sofas, Mega Drafi, Kamini, Agali, Stavrolimenas, Katsonisi a Prapamali.
Cca 6 km JJV od Perdiky (asi 2 km před pláží  Karavostasi) se nachází klášter Agios Athanasios. Cca 8 km jižně od Perdiky jsou zachovány ruiny antického města („Dymokastro“), které bývá ztotožňováno se starověkou Elinou, která přežila až do konce římského starověku.